# Kepanjenlor
Kepanjenlor is een bestuurslaag in het regentschap Blitar van de provincie Oost-Java, Indonesië. Kepanjenlor telt 5497 inwoners (volkstelling 2010).